# Lední hokej na Zimních olympijských hrách 1994
Hokejový turnaj mužů se odehrál v rámci XVII. zimních olympijských her v Lillehammeru ve dnech 12.–27. února 1994 v hale Håkons Hall v Lillehammeru a v hale Fjellhallen v Gjøviku.
Turnaje se zúčastnilo dvanáct mužstev rozdělených do dvou šestičlenných skupin, z nichž první čtyři postoupily do play off, kde se hrálo o medaile. Týmy, které skončily ve skupině na pátém a šestém místě, hrály o deváté až dvanácté místo, mužstva vyřazená ve čtvrtfinále hrála o páté až osmé místo.

## Časový harmonogram
| ZS | základní skupiny | OU | o umístění | 1/4 | čtvrtfinále | 1/2 | semifinále | 3 | zápas o 3. místo | F | Finále |

| Únor        | 12. So | 13. Ne | 14. Po | 15. Út | 16. St | 17. Čt | 18. Pá | 19. So | 20. Ne | 21. Po | 22. Út | 23. St | 24. Čt | 25. Pá | 26. So | 27. Ne |
| ----------- | ------ | ------ | ------ | ------ | ------ | ------ | ------ | ------ | ------ | ------ | ------ | ------ | ------ | ------ | ------ | ------ |
| turnaj muži | ZS     | ZS     | ZS     | ZS     | ZS     | ZS     | ZS     | ZS     | ZS     | ZS     | 9.-12. | 1/4    | 5.-8.  | 1/2    | 3      | F      |

## Medailisté
| Disciplína  | Zlato | Stříbro | Bronz |
| ----------- | --- | --- | --- |
| turnaj muži | Švédsko (SWE) · Håkan Algotsson · Jonas Bergkvist · Charles Berglund · Andreas Dackell · Christian Due-Boje · Niklas Eriksson · Peter Forsberg · Roger Hansson · Roger Johansson · Tomas Jonsson · Jörgen Jönsson · Kenny Jönsson · Patrik Juhlin · Patric Kjellberg · Håkan Loob · Mats Näslund · Stefan Örnskog · Leif Rohlin · Daniel Rydmark · Tommy Salo · Fredrik Stillman · Mikael Sundlöv · Magnus Svensson | Kanada (CAN) · Mark Astley · Adrian Aucoin · David Harlock · Corey Hirsch · Todd Hlushko · Greg Johnson · Fabian Joseph · Paul Kariya · Chris Kontos · Manny Legace · Ken Lovsin · Derek Mayer · Petr Nedvěd · Dwayne Norris · Greg Parks · Alain Roy · Jean-Yves Roy · Brian Savage · Brad Schlegel · Wally Schreiber · Chris Therien · Todd Warriner · Brad Werenka | Finsko (FIN) · Mika Alatalo · Erik Hämäläinen · Raimo Helminen · Timo Jutila · Sami Kapanen · Esa Keskinen · Marko Kiprusoff · Saku Koivu · Janne Laukkanen · Tero Lehterä · Jere Lehtinen · Jarmo Myllys · Mika Nieminen · Janne Ojanen · Mikko Palo · Ville Peltonen · Pasi Sormunen · Mika Strömberg · Jukka Tammi · Petri Varis · Hannu Virta |

## Týmy
Mužského turnaje se účastnilo 12 reprezentací rozdělených do dvou skupin po šesti.
Skupina A
- Finsko (FIN)
- Německo (GER)
- Česko (CZE)
- Rusko (RUS)
- Rakousko (AUT)
- Norsko (NOR)

Skupina B
- Slovensko (SVK)
- Kanada (CAN)
- Švédsko (SWE)
- Spojené státy americké (USA)
- Itálie (ITA)
- Francie (FRA)

## Základní skupiny

### Skupina A
| Pořadí | Tým      | Z | V | R | P | GV | GI | Body |
| ------ | -------- | - | - | - | - | -- | -- | ---- |
| 1.     | Finsko   | 5 | 5 | 0 | 0 | 25 | 4  | 10   |
| 2.     | Německo  | 5 | 3 | 0 | 2 | 11 | 14 | 6    |
| 3.     | Česko    | 5 | 3 | 0 | 2 | 16 | 11 | 6    |
| 4.     | Rusko    | 5 | 3 | 0 | 2 | 20 | 14 | 6    |
| 5.     | Rakousko | 5 | 1 | 0 | 4 | 13 | 28 | 2    |
| 6.     | Norsko   | 5 | 0 | 0 | 5 | 5  | 19 | 0    |

| 12. února 1994 12:00 | Finsko | 3:1 (2:1, 1:0, 0:0) | Česko | Håkons Hall, Lillehammer Návštěvnost: 5 200 |  |

| Zpráva                                                  |                                                         |                 |                    |                                                        |
| Jarmo Myllys                                            | Jarmo Myllys                                            | Brankáři        | Petr Bříza         | Rozhodčí: Rob Hearn Čároví: Jay Borman Sergey Feofanov |
| Timo Jutila 05:05 Janne Ojanen 07:34 Sami Kapanen 34:32 | Timo Jutila 05:05 Janne Ojanen 07:34 Sami Kapanen 34:32 | 1:0 2:0 2:1 3:1 | 17:26 Kamil Kašťák | Rozhodčí: Rob Hearn Čároví: Jay Borman Sergey Feofanov |
| 10 min                                                  | 10 min                                                  | Tresty          | 12 min             | Rozhodčí: Rob Hearn Čároví: Jay Borman Sergey Feofanov |
| 24                                                      | 24                                                      | Střely          | 14                 | Rozhodčí: Rob Hearn Čároví: Jay Borman Sergey Feofanov |

| 12. února 1994 18:30 | Rusko | 5:1 (2:1, 1:0, 2:0) | Norsko | Gjøvik Olympiske Fjellhall, Gjøvik Návštěvnost: 5 200 |  |

| Zpráva | |                         |                   |                                                           |
| Andrej Zujev                                                                                               | Andrej Zujev                                                                                               | Brankáři                | Robert Schistad   | Rozhodčí: Peter Slapke Čároví: Wilhelm Schimm Miloš Benek |
| Ravil Gusmanov 00:23 Sergej Berezin 03:27 Andrej Tarasenko 23:47 Valerij Karpov 52:36 Sergej Sorokin 54:39 | Ravil Gusmanov 00:23 Sergej Berezin 03:27 Andrej Tarasenko 23:47 Valerij Karpov 52:36 Sergej Sorokin 54:39 | 1:0 2:0 2:1 3:1 4:1 5:1 | 18:19 Marius Rath | Rozhodčí: Peter Slapke Čároví: Wilhelm Schimm Miloš Benek |
| 14 min | 14 min | Tresty                  | 10 min            | Rozhodčí: Peter Slapke Čároví: Wilhelm Schimm Miloš Benek |
| 27 | 27 | Střely                  | 18                | Rozhodčí: Peter Slapke Čároví: Wilhelm Schimm Miloš Benek |

| 12. února 1994 21:00 | Rakousko | 3:4 (1:1, 0:0, 2:3) | Německo | Håkons Hall, Lillehammer Návštěvnost: 3 300 |  |

| Zpráva                                                    |                                                           |                             |                                                                                   |                                                                 |
| Brian Stankiewicz                                         | Brian Stankiewicz                                         | Brankáři                    | Klaus Merk                                                                        | Rozhodčí: Valery Bokarev Čároví: Stephan Eriksson Johan Norrman |
| Gerhard Pusnik 13:50 Marty Dallman 42:02 Ken Strong 57:31 | Gerhard Pusnik 13:50 Marty Dallman 42:02 Ken Strong 57:31 | 0:1 1:1 2:1 2:2 2:3 2:4 3:4 | 04:24 Stefan Ustorf 49:57 Wolfgang Kummer 50:19 Benoit Doucet 56:19 Thomas Brandl | Rozhodčí: Valery Bokarev Čároví: Stephan Eriksson Johan Norrman |
| 26 min                                                    | 26 min                                                    | Tresty                      | 6 min                                                                             | Rozhodčí: Valery Bokarev Čároví: Stephan Eriksson Johan Norrman |
| 32                                                        | 32                                                        | Střely                      | 34                                                                                | Rozhodčí: Valery Bokarev Čároví: Stephan Eriksson Johan Norrman |

| 14. února 1994 15:00 | Německo | 2:1 (1:0, 1:1, 0:0) | Norsko | Håkons Hall, Lillehammer Návštěvnost: 9 245 |  |

| Zpráva                              |                                     |             |                            |                                                            |
| Helmut de Raaf                      | Helmut de Raaf                      | Brankáři    | Jim Marthinsen             | Rozhodčí: Petr Bolina Čároví: Václav Český Sergey Feofanov |
| Dieter Hegen 12:48 Leo Stefan 24:49 | Dieter Hegen 12:48 Leo Stefan 24:49 | 1:0 2:0 2:1 | 37:22 Ole Eskild Dahlstrøm | Rozhodčí: Petr Bolina Čároví: Václav Český Sergey Feofanov |
| 10 min                              | 10 min                              | Tresty      | 4 min                      | Rozhodčí: Petr Bolina Čároví: Václav Český Sergey Feofanov |
| 21                                  | 21                                  | Střely      | 22                         | Rozhodčí: Petr Bolina Čároví: Václav Český Sergey Feofanov |

| 14. února 1994 17:30 | Česko | 7:3 (2:2, 4:1, 1:0) | Rakousko | Gjøvik Olympiske Fjellhall, Gjøvik Návštěvnost: 4 340 |  |

| Zpráva | |                                         |                                                            |                                                           |
| Roman Turek | Roman Turek | Brankáři                                | Claus Dalpiaz                                              | Rozhodčí: Tor Hansen Čároví: Lonnie Cameron Lionel Ollier |
| Jiří Kučera 03:07 Roman Horák 05:44 Richard Žemlička 22:23 Roman Horák 23:28 Jan Alinč 31:48 Jiří Doležal 32:19 Martin Hosták 57:55 | Jiří Kučera 03:07 Roman Horák 05:44 Richard Žemlička 22:23 Roman Horák 23:28 Jan Alinč 31:48 Jiří Doležal 32:19 Martin Hosták 57:55 | 1:0 2:0 2:1 2:2 3:2 4:2 5:2 6:2 6:3 7:3 | 07:50 Martin Ulrich 15:25 Werner Kerth 35:30 Marty Dallman | Rozhodčí: Tor Hansen Čároví: Lonnie Cameron Lionel Ollier |
| 14 min | 14 min | Tresty                                  | 16 min                                                     | Rozhodčí: Tor Hansen Čároví: Lonnie Cameron Lionel Ollier |
| 40 | 40 | Střely                                  | 25                                                         | Rozhodčí: Tor Hansen Čároví: Lonnie Cameron Lionel Ollier |

| 14. února 1994 20:00 | Rusko | 0:5 (0:1, 0:4, 0:0) | Finsko | Håkons Hall, Lillehammer Návštěvnost: 8 751 |  |

| Zpráva                      |                             |                     |                                                                                                  |                                                           |
| Andrej Zujev Sergej Abramov | Andrej Zujev Sergej Abramov | Brankáři            | Jukka Tammi                                                                                      | Rozhodčí: Kevin Muench Čároví: Pierre Tremblay Jay Borman |
|                             |                             | 0:1 0:2 0:3 0:4 0:5 | 14:59 Jere Lehtinen 28:59 Saku Koivu 31:32 Mika Alatalo 39:03 Janne Ojanen 39:13 Marko Kiprusoff | Rozhodčí: Kevin Muench Čároví: Pierre Tremblay Jay Borman |
| 8 min                       | 8 min                       | Tresty              | 16 min                                                                                           | Rozhodčí: Kevin Muench Čároví: Pierre Tremblay Jay Borman |
| 11                          | 11                          | Střely              | 28                                                                                               | Rozhodčí: Kevin Muench Čároví: Pierre Tremblay Jay Borman |

| 16. února 1994 15:00 | Rakousko | 1:9 (0:1, 1:7, 0:1) | Rusko | Håkons Hall, Lillehammer Návštěvnost: 6 343 |  |

| Zpráva                           |                                  |                                         | |                                                              |
| Michael Puschacher Claus Dalpiaz | Michael Puschacher Claus Dalpiaz | Brankáři                                | Sergej Abramov | Rozhodčí: Ruggero Savaris Čároví: Erik Larssen John Svarstad |
| Jim Burton 39:30                 | Jim Burton 39:30                 | 0:1 0:2 0:3 0:4 0:5 0:6 0:7 0:8 1:8 1:9 | 15:40 Sergej Berezin 21:43 Igor Varickij 23:03 Alexandr Vinogradov 23:53 Alexandr Smirnov 26:29 Oleg Davidov 26:46 Dmitrij Denisov 35:52 Alexandr Vinogradov 37:02 Ravil Gusmanov 52:55 Dmitrij Denisov | Rozhodčí: Ruggero Savaris Čároví: Erik Larssen John Svarstad |
| 14 min                           | 14 min                           | Tresty                                  | 8 min | Rozhodčí: Ruggero Savaris Čároví: Erik Larssen John Svarstad |
| 14                               | 14                               | Střely                                  | 48 | Rozhodčí: Ruggero Savaris Čároví: Erik Larssen John Svarstad |

| 16. února 1994 17:30 | Česko | 1:0 (0:0, 0:0, 1:0) | Německo | Gjøvik Olympiske Fjellhall, Gjøvik Návštěvnost: 5 150 |  |

| Zpráva            |                   |          |            |                                                              |
| Petr Bříza        | Petr Bříza        | Brankáři | Josef Heiß | Rozhodčí: Börje Johansson Čároví: Jay Borman Sergey Feofanov |
| Jiří Kučera 44:14 | Jiří Kučera 44:14 | 1:0      |            | Rozhodčí: Börje Johansson Čároví: Jay Borman Sergey Feofanov |
| 8 min             | 8 min             | Tresty   | 21 min     | Rozhodčí: Börje Johansson Čároví: Jay Borman Sergey Feofanov |
| 37                | 37                | Střely   | 18         | Rozhodčí: Börje Johansson Čároví: Jay Borman Sergey Feofanov |

| 16. února 1994 20:00 | Norsko | 0:4 (0:1, 0:2, 0:1) | Finsko | Håkons Hall, Lillehammer Návštěvnost: 9 250 |  |

| Zpráva         |                |                 |                                                                                   |                                                                |
| Jim Marthinsen | Jim Marthinsen | Brankáři        | Jarmo Myllys                                                                      | Rozhodčí: Karl Korentschnig Čároví: Václav Český Lionel Ollier |
|                |                | 0:1 0:2 0:3 0:4 | 06:46 Petri Varis 21:23 Mika Strömberg 36:51 Erik Hämäläinen 48:31 Ville Peltonen | Rozhodčí: Karl Korentschnig Čároví: Václav Český Lionel Ollier |
| 8 min          | 8 min          | Tresty          | 8 min                                                                             | Rozhodčí: Karl Korentschnig Čároví: Václav Český Lionel Ollier |
| 11             | 11             | Střely          | 32                                                                                | Rozhodčí: Karl Korentschnig Čároví: Václav Český Lionel Ollier |

| 18. února 1994 15:00 | Německo | 4:2 (2:0, 1:1, 1:1) | Rusko | Håkons Hall, Lillehammer Návštěvnost: 8 600 |  |

| Zpráva                                                                               |                                                                                      |                         |                                           |                                                       |
| Klaus Merk                                                                           | Klaus Merk                                                                           | Brankáři                | Sergej Abramov                            | Rozhodčí: Tor Hansen Čároví: Miloš Benek Václav Český |
| Bernd Truntschka 07:00 Bernd Truntschka 10:12 Leo Stefan 24:52 Wolfgang Kummer 44:47 | Bernd Truntschka 07:00 Bernd Truntschka 10:12 Leo Stefan 24:52 Wolfgang Kummer 44:47 | 1:0 2:0 3:0 3:1 3:2 4:2 | 35:09 Pavel Torgajev 41:39 Alexej Kudašov | Rozhodčí: Tor Hansen Čároví: Miloš Benek Václav Český |
| 12 min                                                                               | 12 min                                                                               | Tresty                  | 10 min                                    | Rozhodčí: Tor Hansen Čároví: Miloš Benek Václav Český |
| 18                                                                                   | 18                                                                                   | Střely                  | 34                                        | Rozhodčí: Tor Hansen Čároví: Miloš Benek Václav Český |

| 18. února 1994 17:30 | Finsko | 6:2 (1:0, 2:1, 3:1) | Rakousko | Gjøvik Olympiske Fjellhall, Gjøvik Návštěvnost: 4 945 |  |

| Zpráva | |                                 |                                   |                                                           |
| Jukka Tammi | Jukka Tammi | Brankáři                        | Michael Puschacher                | Rozhodčí: Peter Slapke Čároví: Erik Larssen John Svarstad |
| Marko Palo 01:31 Hannu Virta 28:55 Ville Peltonen 37:58 Esa Keskinen 43:24 Saku Koivu 48:18 Raimo Helminen 54:50 | Marko Palo 01:31 Hannu Virta 28:55 Ville Peltonen 37:58 Esa Keskinen 43:24 Saku Koivu 48:18 Raimo Helminen 54:50 | 1:0 2:0 2:1 3:1 4:1 5:1 5:2 6:2 | 31:29 Ken Strong 53:30 Ken Strong | Rozhodčí: Peter Slapke Čároví: Erik Larssen John Svarstad |
| 18 min | 18 min | Tresty                          | 22 min                            | Rozhodčí: Peter Slapke Čároví: Erik Larssen John Svarstad |
| 51 | 51 | Střely                          | 12                                | Rozhodčí: Peter Slapke Čároví: Erik Larssen John Svarstad |

| 18. února 1994 20:00 | Česko | 4:1 (3:0, 0:0, 1:1) | Norsko | Håkons Hall, Lillehammer Návštěvnost: 9 245 |  |

| Zpráva                                                                    |                                                                           |                     |                            |                                                              |
| Petr Bříza                                                                | Petr Bříza                                                                | Brankáři            | Jim Marthinsen             | Rozhodčí: Ruggero Savaris Čároví: Helmuth Mair Lionel Ollier |
| Jiří Doležal 16:47 Tomáš Sršeň 17:41 Radek Ťoupal 19:03 Jiří Kučera 58:53 | Jiří Doležal 16:47 Tomáš Sršeň 17:41 Radek Ťoupal 19:03 Jiří Kučera 58:53 | 1:0 2:0 3:0 3:1 4:1 | 51:51 Ole-Eskild Dahlstrøm | Rozhodčí: Ruggero Savaris Čároví: Helmuth Mair Lionel Ollier |
| 8 min                                                                     | 8 min                                                                     | Tresty              | 10 min                     | Rozhodčí: Ruggero Savaris Čároví: Helmuth Mair Lionel Ollier |
| 29                                                                        | 29                                                                        | Střely              | 15                         | Rozhodčí: Ruggero Savaris Čároví: Helmuth Mair Lionel Ollier |

| 20. února 1994 15:00 | Rusko | 4:3 (2:2, 2:0, 0:1) | Česko | Håkons Hall, Lillehammer Návštěvnost: 9 140 |  |

| Zpráva                                                                                 |                                                                                        |                             |                                                      |                                                               |
| Andrej Zujev                                                                           | Andrej Zujev                                                                           | Brankáři                    | Petr Bříza                                           | Rozhodčí: Kevin Muench Čároví: Stephan Eriksson Johan Norrman |
| Valerij Karpov 04:42 Dmitrij Denisov 05:22 Andrej Nikolišin 31:12 Valerij Karpov 39:01 | Valerij Karpov 04:42 Dmitrij Denisov 05:22 Andrej Nikolišin 31:12 Valerij Karpov 39:01 | 1:0 2:0 2:1 2:2 3:2 4:2 4:3 | 15:05 Petr Hrbek 18:13 Jan Alinč 59:15 Jiří Vykoukal | Rozhodčí: Kevin Muench Čároví: Stephan Eriksson Johan Norrman |
| 12 min                                                                                 | 12 min                                                                                 | Tresty                      | 14 min                                               | Rozhodčí: Kevin Muench Čároví: Stephan Eriksson Johan Norrman |
| 29                                                                                     | 29                                                                                     | Střely                      | 28                                                   | Rozhodčí: Kevin Muench Čároví: Stephan Eriksson Johan Norrman |

| 20. února 1994 17:30 | Německo | 1:7 (0:3, 0:2, 1:2) | Finsko | Gjøvik Olympiske Fjellhall, Gjøvik Návštěvnost: 5 261 |  |

| Zpráva               |                      |                                 | |                                                             |
| Helmut de Raaf       | Helmut de Raaf       | Brankáři                        | Jarmo Myllys | Rozhodčí: Valery Bokarev Čároví: Lionel Ollier Helmuth Mair |
| Doucet (Hegen) 41:09 | Doucet (Hegen) 41:09 | 0:1 0:2 0:3 0:4 0:5 1:5 1:6 1:7 | 12:51 Jere Lehtinen 15:54 Janne Ojanen 17:23 Mika Nieminen 22:58 Marko Kiprusoff 30:29 Mikko Mäkelä 58:43 Ville Peltonen 59:33 Mikko Mäkelä | Rozhodčí: Valery Bokarev Čároví: Lionel Ollier Helmuth Mair |
| 10 min               | 10 min               | Tresty                          | 10 min | Rozhodčí: Valery Bokarev Čároví: Lionel Ollier Helmuth Mair |
| 14                   | 14                   | Střely                          | 44 | Rozhodčí: Valery Bokarev Čároví: Lionel Ollier Helmuth Mair |

| 20. února 1994 20:00 | Norsko | 2:4 (1:1, 1:1, 0:2) | Rakousko | Håkons Hall, Lillehammer Návštěvnost: 9 225 |  |

| Zpráva                                      |                                             |                         |                                                                                  |                                                      |
| Jim Marthinsen                              | Jim Marthinsen                              | Brankáři                | Michael Puschacher                                                               | Rozhodčí: Rob Hearn Čároví: Václav Český Miloš Benek |
| Ole-Eskild Dahlstrøm 9:55 Marius Rath 26:01 | Ole-Eskild Dahlstrøm 9:55 Marius Rath 26:01 | 1:0 1:1 1:2 2:2 2:3 2:4 | 13:46 Andreas Puschnik 24:30 James Burton 48:16 Gerhard Puschnik 50:49 Rob Doyle | Rozhodčí: Rob Hearn Čároví: Václav Český Miloš Benek |
| 8 min                                       | 8 min                                       | Tresty                  | 14 min                                                                           | Rozhodčí: Rob Hearn Čároví: Václav Český Miloš Benek |
| 38                                          | 38                                          | Střely                  | 19                                                                               | Rozhodčí: Rob Hearn Čároví: Václav Český Miloš Benek |

### Skupina B
| Pořadí | Tým       | Z | V | R | P | GV | GI | Body |
| ------ | --------- | - | - | - | - | -- | -- | ---- |
| 1.     | Slovensko | 5 | 3 | 2 | 0 | 26 | 14 | 8    |
| 2.     | Kanada    | 5 | 3 | 1 | 1 | 17 | 11 | 7    |
| 3.     | Švédsko   | 5 | 3 | 1 | 1 | 23 | 13 | 7    |
| 4.     | USA       | 5 | 1 | 3 | 1 | 21 | 17 | 5    |
| 5.     | Itálie    | 5 | 1 | 0 | 4 | 15 | 31 | 2    |
| 6.     | Francie   | 5 | 0 | 1 | 4 | 11 | 27 | 1    |

| 13. února 1994 15:00 | Švédsko | 4:4 (2:1, 0:2, 2:1) | Slovensko | Håkons Hall, Lillehammer Návštěvnost: 9 213 |  |

| Zpráva                                                                       |                                                                              |                                 |                                                                                    |                                                            |
| Håkan Algotsson                                                              | Håkan Algotsson                                                              | Brankáři                        | Eduard Hartmann                                                                    | Rozhodčí: Kevin Muench Čároví: Jouni Lojander Helmuth Mair |
| Håkan Loob 07:42 Patrik Juhlin 12:14 Roger Hansson 46:39 Kenny Jönsson 48:57 | Håkan Loob 07:42 Patrik Juhlin 12:14 Roger Hansson 46:39 Kenny Jönsson 48:57 | 1:0 1:1 2:1 2:2 2:3 3:3 4:3 4:4 | 11:51 Branislav Jánoš 20:11 Miroslav Šatan 23:29 Peter Šťastný 54:12 Roman Kontšek | Rozhodčí: Kevin Muench Čároví: Jouni Lojander Helmuth Mair |
| 10 min                                                                       | 10 min                                                                       | Tresty                          | 16 min                                                                             | Rozhodčí: Kevin Muench Čároví: Jouni Lojander Helmuth Mair |
| 28                                                                           | 28                                                                           | Střely                          | 21                                                                                 | Rozhodčí: Kevin Muench Čároví: Jouni Lojander Helmuth Mair |

| 13. února 1994 17:30 | Itálie | 2:7 (1:2, 0:4, 1:1) | Kanada | Gjøvik Olympiske Fjellhall, Gjøvik Návštěvnost: 5 170 |  |

| Zpráva                                   |                                          |                                     | |                                                              |
| David Delfino Mike Rosati                | David Delfino Mike Rosati                | Brankáři                            | Corey Hirsch | Rozhodčí: Börje Johansson Čároví: John Svarstad Erik Larssen |
| Lino De Toni 08:16 Gaetano Orlando 47:13 | Lino De Toni 08:16 Gaetano Orlando 47:13 | 0:1 1:1 1:2 1:3 1:4 1:5 1:6 2:6 2:7 | 07:32 Petr Nedvěd 19:40 Brad Werenka 21:24 Wally Schreiber 27:43 Todd Hlushko 36:23 Chris Kontos 39:39 Chris Kontos 54:58 Petr Nedvěd | Rozhodčí: Börje Johansson Čároví: John Svarstad Erik Larssen |
| 14 min                                   | 14 min                                   | Tresty                              | 16 min | Rozhodčí: Börje Johansson Čároví: John Svarstad Erik Larssen |
| 29                                       | 29                                       | Střely                              | 38 | Rozhodčí: Börje Johansson Čároví: John Svarstad Erik Larssen |

| 13. února 1994 20:00 | Francie | 4:4 (1:2, 1:0, 2:2) | USA | Håkons Hall, Lillehammer Návštěvnost: 8 145 |  |

| Zpráva                                                                                 |                                                                                        |                                 |                                                                                  |                                                              |
| Petri Ylönen                                                                           | Petri Ylönen                                                                           | Brankáři                        | Mike Dunham                                                                      | Rozhodčí: Mika Lepaus Čároví: Lonnie Cameron Pierre Tremblay |
| Franck Saunier 15:16 Franck Pajonkowski 38:10 Benjamin Agnel 42:36 Pierrick Maïa 47:48 | Franck Saunier 15:16 Franck Pajonkowski 38:10 Benjamin Agnel 42:36 Pierrick Maïa 47:48 | 0:1 1:1 1:2 2:2 3:2 4:2 4:3 4:4 | 05:04 John Lilley 17:43 Peter Ferraro 51:23 Peter Laviolette 53:58 Brian Rolston | Rozhodčí: Mika Lepaus Čároví: Lonnie Cameron Pierre Tremblay |
| 16 min                                                                                 | 16 min                                                                                 | Tresty                          | 6 min                                                                            | Rozhodčí: Mika Lepaus Čároví: Lonnie Cameron Pierre Tremblay |
| 14                                                                                     | 14                                                                                     | Střely                          | 32                                                                               | Rozhodčí: Mika Lepaus Čároví: Lonnie Cameron Pierre Tremblay |

| 15. února 1994 15:00 | Švédsko | 4:1 (1:0, 1:1, 2:0) | Itálie | Håkons Hall, Lillehammer Návštěvnost: 8 731 |  |

| Zpráva                                                                                    |                                                                                           |                     |                      |                                                           |
| Håkan Algotsson                                                                           | Håkan Algotsson                                                                           | Brankáři            | Bruno Campese        | Rozhodčí: Peter Slapke Čároví: Wilhelm Schimm Miloš Benek |
| Christian Due-Boje 19:34 Fredrik Stillman 37:03 Patrik Juhlin 41:10 Magnus Svensson 43:52 | Christian Due-Boje 19:34 Fredrik Stillman 37:03 Patrik Juhlin 41:10 Magnus Svensson 43:52 | 1:0 1:1 2:1 3:1 4:1 | 24:18 Bruno Zarrillo | Rozhodčí: Peter Slapke Čároví: Wilhelm Schimm Miloš Benek |
| 6 min                                                                                     | 6 min                                                                                     | Tresty              | 10 min               | Rozhodčí: Peter Slapke Čároví: Wilhelm Schimm Miloš Benek |
| 39                                                                                        | 39                                                                                        | Střely              | 18                   | Rozhodčí: Peter Slapke Čároví: Wilhelm Schimm Miloš Benek |

| 15. února 1994 17:30 | USA | 3:3 (1:1, 0:1, 2:1) | Slovensko | Gjøvik Olympiske Fjellhall, Gjøvik Návštěvnost: 5 200 |  |

| Zpráva                                                    |                                                           |                         |                                                              |                                                                 |
| Garth Snow                                                | Garth Snow                                                | Brankáři                | Eduard Hartmann                                              | Rozhodčí: Valery Bokarev Čároví: Stephan Eriksson Johan Norrman |
| Jeff Lazaro 10:23 Peter Ciavaglia 54:23 John Lilley 55:59 | Jeff Lazaro 10:23 Peter Ciavaglia 54:23 John Lilley 55:59 | 1:0 1:1 1:2 1:3 2:3 3:3 | 13:55 Ľubomír Kolník 39:24 Peter Šťastný 46:58 Róbert Švehla | Rozhodčí: Valery Bokarev Čároví: Stephan Eriksson Johan Norrman |
| 22 min                                                    | 22 min                                                    | Tresty                  | 35 min                                                       | Rozhodčí: Valery Bokarev Čároví: Stephan Eriksson Johan Norrman |
| 18                                                        | 18                                                        | Střely                  | 33                                                           | Rozhodčí: Valery Bokarev Čároví: Stephan Eriksson Johan Norrman |

| 15. února 1994 20:00 | Kanada | 3:1 (1:0, 2:0, 0:1) | Francie | Håkons Hall, Lillehammer Návštěvnost: 6 445 |  |

| Zpráva                                                    |                                                           |                 |                      |                                                         |
| Corey Hirsch                                              | Corey Hirsch                                              | Brankáři        | Petri Ylönen         | Rozhodčí: Rob Hearn Čároví: Jouni Lojander Helmuth Mair |
| Todd Hlushko 02:26 Todd Hlushko 35.13 Todd Warriner 39:43 | Todd Hlushko 02:26 Todd Hlushko 35.13 Todd Warriner 39:43 | 1:0 2:0 3:0 3:1 | 42:29 Benoit Laporte | Rozhodčí: Rob Hearn Čároví: Jouni Lojander Helmuth Mair |
| 10 min                                                    | 10 min                                                    | Tresty          | 10 min               | Rozhodčí: Rob Hearn Čároví: Jouni Lojander Helmuth Mair |
| 35                                                        | 35                                                        | Střely          | 10                   | Rozhodčí: Rob Hearn Čároví: Jouni Lojander Helmuth Mair |

| 17. února 1994 15:00 | Slovensko | 10:4 (6:2, 3:1, 1:1) | Itálie | Håkons Hall, Lillehammer Návštěvnost: 5 123 |  |

| Zpráva | |                                                           |                                                                                    |                                                            |
| Jaromír Dragan | Jaromír Dragan | Brankáři                                                  | Mike Rosati David Delfino                                                          | Rozhodčí: Tor Hansen Čároví: Wilhelm Schimm Jouni Lojander |
| Roman Kontšek 01:27 Roman Kontšek 09:02 Miroslav Šatan 10:15 Peter Šťastný 10:57 Miroslav Šatan 12:14 Žigmund Pálffy 13:17 Žigmund Pálffy 30:54 Jozef Daňo 33:41 Peter Šťastný 37:35 Miroslav Šatan 49:34 | Roman Kontšek 01:27 Roman Kontšek 09:02 Miroslav Šatan 10:15 Peter Šťastný 10:57 Miroslav Šatan 12:14 Žigmund Pálffy 13:17 Žigmund Pálffy 30:54 Jozef Daňo 33:41 Peter Šťastný 37:35 Miroslav Šatan 49:34 | 1:0 2:0 3:0 4:0 5:0 6:0 6:1 6:2 7:2 7:3 8:3 9:3 10:3 10:4 | 17:32 Lucio Topatigh 18:23 Martin Pavlů 32:38 Jimmi Camazzola 51:12 Maurizio Mansi | Rozhodčí: Tor Hansen Čároví: Wilhelm Schimm Jouni Lojander |
| 18 min | 18 min | Tresty                                                    | 18 min                                                                             | Rozhodčí: Tor Hansen Čároví: Wilhelm Schimm Jouni Lojander |
| 40 | 40 | Střely                                                    | 18                                                                                 | Rozhodčí: Tor Hansen Čároví: Wilhelm Schimm Jouni Lojander |

| 17. února 1994 17:30 | Francie | 1:7 (0:3, 1:2, 0:2) | Švédsko | Gjøvik Olympiske Fjellhall, Gjøvik Návštěvnost: 5 150 |  |

| Zpráva              |                     |                                 | |                                                                 |
| Michel Vallière     | Michel Vallière     | Brankáři                        | Tommy Salo | Rozhodčí: Valery Bokarev Čároví: Lonnie Cameron Pierre Tremblay |
| Eric Lemarque 31:57 | Eric Lemarque 31:57 | 0:1 0:2 0:3 0:4 0:5 1:5 1:6 1:7 | 00:35 Roger Hansson 08:23 Håkan Loob 16.36 Peter Forsberg 20:35 Roger Hansson 30:47 Stefan Örnskog 47:33 Roger Johansson 51:42 Fredrik Stillman | Rozhodčí: Valery Bokarev Čároví: Lonnie Cameron Pierre Tremblay |
| 16 min              | 16 min              | Tresty                          | 20 min | Rozhodčí: Valery Bokarev Čároví: Lonnie Cameron Pierre Tremblay |
| 10                  | 10                  | Střely                          | 47 | Rozhodčí: Valery Bokarev Čároví: Lonnie Cameron Pierre Tremblay |

| 17. února 1994 20:00 | Kanada | 3:3 (1:0, 1:2, 1:1) | USA | Håkons Hall, Lillehammer Návštěvnost: 9 245 |  |

| Zpráva                                                    |                                                           |                         |                                                             |                                                                  |
| Corey Hirsch                                              | Corey Hirsch                                              | Brankáři                | Garth Snow                                                  | Rozhodčí: Börje Johansson Čároví: Stephan Eriksson Johan Norrman |
| Dwayne Norris 04:46 Petr Nedvěd 32.09 Dwayne Norris 41:16 | Dwayne Norris 04:46 Petr Nedvěd 32.09 Dwayne Norris 41:16 | 1:0 1:1 1:2 2:2 3:2 3:3 | 21:06 Brian Rolston 29:43 Brian Rolston 59:32 Todd Marchant | Rozhodčí: Börje Johansson Čároví: Stephan Eriksson Johan Norrman |
| 14 min                                                    | 14 min                                                    | Tresty                  | 12 min                                                      | Rozhodčí: Börje Johansson Čároví: Stephan Eriksson Johan Norrman |
| 32                                                        | 32                                                        | Střely                  | 29                                                          | Rozhodčí: Börje Johansson Čároví: Stephan Eriksson Johan Norrman |

| 19. února 1994 15:00 | Kanada | 1:3 (1:1, 0:1, 0:1) | Slovensko | Håkons Hall, Lillehammer Návštěvnost: 9 245 |  |

| Zpráva            |                   |                 |                                                       |                                                          |
| Corey Hirsch      | Corey Hirsch      | Brankáři        | Eduard Hartmann                                       | Rozhodčí: Mika Lepaus Čároví: Jay Borman Sergey Feofanov |
| Paul Kariya 01:06 | Paul Kariya 01:06 | 1:0 1:1 1:2 1:3 | 17:13 Jozef Daňo 23:27 Róbert Švehla 59:49 Jozef Daňo | Rozhodčí: Mika Lepaus Čároví: Jay Borman Sergey Feofanov |
| 12 min            | 12 min            | Tresty          | 14 min                                                | Rozhodčí: Mika Lepaus Čároví: Jay Borman Sergey Feofanov |
| 25                | 25                | Střely          | 27                                                    | Rozhodčí: Mika Lepaus Čároví: Jay Borman Sergey Feofanov |

| 19. února 1994 17:30 | Itálie | 7:3 (2:1, 3:2, 2:0) | Francie | Gjøvik Olympiske Fjellhall, Gjøvik Návštěvnost: 5 050 |  |

| Zpráva | |                                         |                                                                 |                                                                   |
| David Delfino | David Delfino | Brankáři                                | Petri Ylönen                                                    | Rozhodčí: Karl Korentschnig Čároví: Wilhelm Schimm Jouni Lojander |
| Stephan Figliuzzi 12:16 Philip Di Gaetano 15:31 Stephan Figliuzzi 24:53 Patrick Brugnoli 25:36 Lucio Topatigh 37:50 Maurizio Mansi 44:26 Bruno Zarrillo 58:27 | Stephan Figliuzzi 12:16 Philip Di Gaetano 15:31 Stephan Figliuzzi 24:53 Patrick Brugnoli 25:36 Lucio Topatigh 37:50 Maurizio Mansi 44:26 Bruno Zarrillo 58:27 | 1:0 1:1 2:1 3:1 4:1 4:2 4:3 5:3 6:3 7:3 | 13:58 Benoit Laporte 32:22 Christophe Ville 34:35 Pierrick Maïa | Rozhodčí: Karl Korentschnig Čároví: Wilhelm Schimm Jouni Lojander |
| 18 min | 18 min | Tresty                                  | 16 min                                                          | Rozhodčí: Karl Korentschnig Čároví: Wilhelm Schimm Jouni Lojander |
| 21 | 21 | Střely                                  | 35                                                              | Rozhodčí: Karl Korentschnig Čároví: Wilhelm Schimm Jouni Lojander |

| 19. února 1994 20:00 | USA | 4:6 (1:2, 0:2, 3:2) | Švédsko | Håkons Hall, Lillehammer Návštěvnost: 9 245 |  |

| Zpráva                                                                        |                                                                               |                                         | |                                                              |
| Mike Dunham                                                                   | Mike Dunham                                                                   | Brankáři                                | Tommy Salo | Rozhodčí: Petr Bolina Čároví: Lonnie Cameron Pierre Tremblay |
| John Lilley 10:38 Peter Ferraro 43:25 Brian Rolston 45:29 Brian Rolston 50:51 | John Lilley 10:38 Peter Ferraro 43:25 Brian Rolston 45:29 Brian Rolston 50:51 | 0:1 1:1 1:2 1:3 1:4 2:4 3:4 3:5 4:5 4:6 | 10:38 Patrik Juhlin 16:05 Patrik Juhlin 32:51 Patrik Juhlin 35:21 Roger Hansson 49:25 Roger Johansson 59:01 Håkan Loob | Rozhodčí: Petr Bolina Čároví: Lonnie Cameron Pierre Tremblay |
| 16 min                                                                        | 16 min                                                                        | Tresty                                  | 10 min | Rozhodčí: Petr Bolina Čároví: Lonnie Cameron Pierre Tremblay |
| 25                                                                            | 25                                                                            | Střely                                  | 37 | Rozhodčí: Petr Bolina Čároví: Lonnie Cameron Pierre Tremblay |

| 21. února 1994 15:00 | Švédsko | 2:3 (1:1, 1:2, 0:0) | Kanada | Håkons Hall, Lillehammer Návštěvnost: 9 245 |  |

| Zpráva                               |                                      |                     |                                                         |                                                               |
| Tommy Salo                           | Tommy Salo                           | Brankáři            | Corey Hirsch                                            | Rozhodčí: Peter Slapke Čároví: Jouni Lojander Sergey Feofanov |
| Roger Hansson 08:57 Håkan Loob 25:19 | Roger Hansson 08:57 Håkan Loob 25:19 | 0:1 1:1 1:2 2:2 2:3 | 02:39 Chris Kontos 21:26 Todd Hlushko 30:56 Petr Nedvěd | Rozhodčí: Peter Slapke Čároví: Jouni Lojander Sergey Feofanov |
| 16 min                               | 16 min                               | Tresty              | 22 min                                                  | Rozhodčí: Peter Slapke Čároví: Jouni Lojander Sergey Feofanov |
| 36                                   | 36                                   | Střely              | 30                                                      | Rozhodčí: Peter Slapke Čároví: Jouni Lojander Sergey Feofanov |

| 21. února 1994 17:30 | Slovensko | 6:2 (4:1, 2:0, 0:1) | Francie | Gjøvik Olympiske Fjellhall, Gjøvik Návštěvnost: 4 698 |  |

| Zpráva | |                                 |                                          |                                                     |
| Miroslav Michalek | Miroslav Michalek | Brankáři                        | Michel Vallière                          | Rozhodčí: Rob Hearn Čároví: Jay Borman Helmuth Mair |
| Miroslav Šatan 05:25 Róbert Petrovický 08:40 Miroslav Šatan 15:33 Miroslav Šatan 18:09 Jerguš Bača 34:34 René Pucher 39:52 | Miroslav Šatan 05:25 Róbert Petrovický 08:40 Miroslav Šatan 15:33 Miroslav Šatan 18:09 Jerguš Bača 34:34 René Pucher 39:52 | 1:0 2:0 3:0 3:1 4:1 5:1 6:1 6:2 | 17:29 Pierre Pousse 46:46 Stéphane Barin | Rozhodčí: Rob Hearn Čároví: Jay Borman Helmuth Mair |
| 8 min | 8 min | Tresty                          | 10 min                                   | Rozhodčí: Rob Hearn Čároví: Jay Borman Helmuth Mair |
| 29 | 29 | Střely                          | 25                                       | Rozhodčí: Rob Hearn Čároví: Jay Borman Helmuth Mair |

| 21. února 1994 20:00 | USA | 7:1 (5:1, 1:0, 1:0) | Itálie | Håkons Hall, Lillehammer Návštěvnost: 9 243 |  |

| Zpráva | |                                 |                             |                                                           |
| Garth Snow | Garth Snow | Brankáři                        | David Delfino Bruno Campese | Rozhodčí: Kevin Muench Čároví: Erik Larssen John Svarstad |
| Peter Ciavaglia 01:50 Peter Ferraro 03:59 David Sacco 08:58 David Roberts 13:03 Peter Ferraro 14:31 Brian Rolston 36:47 Brian Rolston 59:29 | Peter Ciavaglia 01:50 Peter Ferraro 03:59 David Sacco 08:58 David Roberts 13:03 Peter Ferraro 14:31 Brian Rolston 36:47 Brian Rolston 59:29 | 1:0 2:0 3:0 4:0 5:0 5:1 6:1 7:1 | 16:30 Emilio Iovio          | Rozhodčí: Kevin Muench Čároví: Erik Larssen John Svarstad |
| 8 min | 8 min | Tresty                          | 16 min                      | Rozhodčí: Kevin Muench Čároví: Erik Larssen John Svarstad |
| 47 | 47 | Střely                          | 16                          | Rozhodčí: Kevin Muench Čároví: Erik Larssen John Svarstad |

## Skupina o umístění

### Pavouk
|  | Semifinále o 9.–12. místo | Semifinále o 9.–12. místo | Semifinále o 9.–12. místo |  |  | Deváté místo    | Deváté místo    | Deváté místo    |
|  |                           |                           |                           |  |  |                 |                 |                 |
|  | 5A                        | Rakousko                  | 4                         |  |  |                 |                 |                 |
|  | 6B                        | Francie                   | 5                         |  |  |                 |                 |                 |
|  |                           |                           |                           |  |  | 6B              | Francie         | 2               |
|  |                           |                           |                           |  |  | 5B              | Itálie          | 3               |
|  | 5B                        | Itálie                    | 6                         |  |  |                 |                 |                 |
|  | 6A                        | Norsko                    | 3                         |  |  | Jedenácté místo | Jedenácté místo | Jedenácté místo |
|  |                           |                           |                           |  |  | 6A              | Norsko          | 3               |
|  |                           |                           |                           |  |  | 5A              | Rakousko        | 1               |

### Semifinále o 9.–12. místo
| 22. února 1994 16:30 | Rakousko | 4:5 SN (2:2, 0:1, 2:1, 0:0, 0:1) | Francie | Håkons Hall, Lillehammer Návštěvnost: 9 136 |  |

| Zpráva | |                                                    | |                                                              |
| Brian Stankiewicz                                                                                                   | Brian Stankiewicz                                                                                                   | Brankáři                                           | Petri Ylönen | Rozhodčí: Ruggero Savaris Čároví: John Svarstad Erik Larssen |
| Marty Dallman 01:43 Marty Dallman 19:00 Werner Kerth 49:36 Rick Nasheim 53:49 Marty Dallman Ken Strong Rick Nasheim | Marty Dallman 01:43 Marty Dallman 19:00 Werner Kerth 49:36 Rick Nasheim 53:49 Marty Dallman Ken Strong Rick Nasheim | 1:0 1:1 1:2 2:2 2:3 3:3 3:4 4:4 Samostatné nájezdy | 15:01 Pierrick Maïa 15:26 Serge Poudrier 24:56 Arnaud Briand 51:23 Franck Pajonkowski Serge Poudrier Pierre Pousse Benoit Laporte | Rozhodčí: Ruggero Savaris Čároví: John Svarstad Erik Larssen |
| 4 min | 4 min | Tresty                                             | 10 min | Rozhodčí: Ruggero Savaris Čároví: John Svarstad Erik Larssen |
| 37 | 37 | Střely                                             | 33 | Rozhodčí: Ruggero Savaris Čároví: John Svarstad Erik Larssen |

| 22. února 1994 21:00 | Itálie | 6:3 (3:2, 1:1, 2:0) | Norsko | Håkons Hall, Lillehammer Návštěvnost: 9 228 |  |

| Zpráva | |                                     |                                                           |                                                                |
| Bruno Campese | Bruno Campese | Brankáři                            | Jim Marthinsen                                            | Rozhodčí: Karl Korentschnig Čároví: Jouni Lojander Miloš Benek |
| Gaetano Orlando 00:18 Jim Camazzola 08:06 Roland Ramoser 11:56 Bruno Zarrillo 37:50 Lucio Topatigh 53:41 Gaetano Orlando 56:36 | Gaetano Orlando 00:18 Jim Camazzola 08:06 Roland Ramoser 11:56 Bruno Zarrillo 37:50 Lucio Topatigh 53:41 Gaetano Orlando 56:36 | 1:0 1:1 2:1 3:1 3:2 3:3 4:3 5:3 6:3 | 07:22 Petter Salsten 16:38 Geir Hoff 21:36 Tommy Jakobsen | Rozhodčí: Karl Korentschnig Čároví: Jouni Lojander Miloš Benek |
| 4 min | 4 min | Tresty                              | 4 min                                                     | Rozhodčí: Karl Korentschnig Čároví: Jouni Lojander Miloš Benek |
| 18 | 18 | Střely                              | 24                                                        | Rozhodčí: Karl Korentschnig Čároví: Jouni Lojander Miloš Benek |

### O jedenácté místo
| 24. února 1994 16:30 | Norsko | 3:1 (1:0, 1:0, 1:1) | Rakousko | Håkons Hall, Lillehammer Návštěvnost: 9 245 |  |

| Zpráva                                                            |                                                                   |                 |                      |                                                          |
| Jim Marthinsen                                                    | Jim Marthinsen                                                    | Brankáři        | Brian Stankiewicz    | Rozhodčí: Petr Bolina Čároví: Lionel Ollier Helmuth Mair |
| Espen Knutsen 05:40 Roy Johansen 39:22 Ole Eskild Dahlstrøm 59:53 | Espen Knutsen 05:40 Roy Johansen 39:22 Ole Eskild Dahlstrøm 59:53 | 1:0 2:0 2:1 3:1 | 53:06 Andreas Pusnik | Rozhodčí: Petr Bolina Čároví: Lionel Ollier Helmuth Mair |
| 16 min                                                            | 16 min                                                            | Tresty          | 22 min               | Rozhodčí: Petr Bolina Čároví: Lionel Ollier Helmuth Mair |
| 26                                                                | 26                                                                | Střely          | 19                   | Rozhodčí: Petr Bolina Čároví: Lionel Ollier Helmuth Mair |

### O deváté místo
| 24. února 1994 15:00 | Francie | 2:3 (1:1, 1:0, 0:2) | Itálie | Gjøvik Olympiske Fjellhall, Gjøvik Návštěvnost: 3,770 |  |

| Zpráva                                          |                                                 |                     |                                                                 |                                                           |
| Petri Ylönen                                    | Petri Ylönen                                    | Brankáři            | Bruno Campese                                                   | Rozhodčí: Peter Slapke Čároví: Erik Larssen John Svarstad |
| Franck Saunier 00:33 Stéphane Arcangeloni 38:25 | Franck Saunier 00:33 Stéphane Arcangeloni 38:25 | 1:0 1:1 2:1 2:2 2:3 | 11:06 Martin Pavlů 54:34 Stephan Figliuzzi 55:10 Bruno Zarrillo | Rozhodčí: Peter Slapke Čároví: Erik Larssen John Svarstad |
| 10 min                                          | 10 min                                          | Tresty              | 8 min                                                           | Rozhodčí: Peter Slapke Čároví: Erik Larssen John Svarstad |
| 30                                              | 30                                              | Střely              | 31                                                              | Rozhodčí: Peter Slapke Čároví: Erik Larssen John Svarstad |

## Play-off

### Pavouk
|  | Čtvrtfinále | Čtvrtfinále |           |        | Semifinále  | Semifinále  |  |  | Finále    | Finále |
|  |             |             |           |        |             |             |  |  |           |        |
|  | 23. února   |             |           |        |             |             |  |  |           |        |
|  |             |             |           |        |             |             |  |  |           |        |
|  | Finsko      | 6           |           |        |             |             |  |  |           |        |
|  | Finsko      | 6           | 25. února |        |             |             |  |  |           |        |
|  | USA         | 1           |           |        |             |             |  |  |           |        |
|  | USA         | 1           | Finsko    | 3      |             |             |  |  |           |        |
|  | 23. února   |             | Finsko    | 3      |             |             |  |  |           |        |
|  |             | Kanada      | 5         |        |             |             |  |  |           |        |
|  | Kanada      | Kanada      | 5         | 3      |             |             |  |  |           |        |
|  | Kanada      |             | 27. února | 3      |             |             |  |  |           |        |
|  | Česko       | 2           |           |        |             |             |  |  |           |        |
|  | Česko       | 2           | Kanada    | 2      |             |             |  |  |           |        |
|  | 23. února   |             | Kanada    | 2      |             |             |  |  |           |        |
|  |             | Švédsko     | 3         |        |             |             |  |  |           |        |
|  | Slovensko   | Švédsko     | 3         | 2      |             |             |  |  |           |        |
|  | Slovensko   | 25. února   |           | 2      |             |             |  |  |           |        |
|  | Rusko       | 3           |           |        |             |             |  |  |           |        |
|  | Rusko       | 3           | Rusko     | 3      | Třetí místo | Třetí místo |  |  |           |        |
|  | 23. února   |             | Rusko     | 3      | Třetí místo | Třetí místo |  |  |           |        |
|  |             | Švédsko     | 4         |        |             |             |  |  |           |        |
|  | Německo     | Švédsko     | 4         | 0      | Rusko       | 0           |  |  |           |        |
|  | Německo     |             |           | 0      | Rusko       | 0           |  |  |           |        |
|  | Švédsko     | 3           |           | Finsko | 4           |             |  |  |           |        |
|  | Švédsko     | 3           |           |        | 4           |             |  |  |           |        |
|  |             |             |           |        |             |             |  |  | 26. února |        |
|  |             |             |           |        |             |             |  |  |           |        |

|  | Semifinále o 5.–8. místo | Semifinále o 5.–8. místo | Semifinále o 5.–8. místo |  |  | Páté místo  | Páté místo  | Páté místo  |
|  |                          |                          |                          |  |  |             |             |             |
|  |                          | Česko                    | 5                        |  |  |             |             |             |
|  |                          | USA                      | 3                        |  |  |             |             |             |
|  |                          |                          |                          |  |  |             | Česko       | 7           |
|  |                          |                          |                          |  |  |             | Slovensko   | 1           |
|  |                          | Německo                  | 5                        |  |  |             |             |             |
|  |                          | Slovensko                | 6                        |  |  | Sedmé místo | Sedmé místo | Sedmé místo |
|  |                          |                          |                          |  |  |             | Německo     | 4           |
|  |                          |                          |                          |  |  |             | USA         | 3           |

### Čtvrtfinále
| 23. února 1994 15:00 | Kanada | 3:2 P (0:1, 1:0, 1:1, 1:0) | Česko | Gjøvik Olympiske Fjellhall, Gjøvik Návštěvnost: 4 180 |  |

| Zpráva                                                  |                                                         |                     |                                        |                                                              |
| Corey Hirsch                                            | Corey Hirsch                                            | Brankáři            | Petr Bříza                             | Rozhodčí: Mika Lepaus Čároví: Stephan Eriksson Johan Norrman |
| Brian Savage 26:40 Brian Savage 54:35 Paul Kariya 65:54 | Brian Savage 26:40 Brian Savage 54:35 Paul Kariya 65:54 | 0:1 1:1 1:2 2:2 3:2 | 19:34 Otakar Janecký 35:42 Jiří Kučera | Rozhodčí: Mika Lepaus Čároví: Stephan Eriksson Johan Norrman |
| 10 min                                                  | 10 min                                                  | Tresty              | 8 min                                  | Rozhodčí: Mika Lepaus Čároví: Stephan Eriksson Johan Norrman |
| 24                                                      | 24                                                      | Střely              | 37                                     | Rozhodčí: Mika Lepaus Čároví: Stephan Eriksson Johan Norrman |

| 23. února 1994 16:30 | Finsko | 6:1 (2:0, 2:1, 2:0) | USA | Håkons Hall, Lillehammer Návštěvnost: 9 046 |  |

| Zpráva | |                             |                   |                                                            |
| Jarmo Myllys | Jarmo Myllys | Brankáři                    | Garth Snow        | Rozhodčí: Kevin Muench Čároví: Wilhelm Schimm Václav Český |
| Saku Koivu 12:51 Mika Nieminen 16:08 Mika Nieminen 24:05 Hannu Virta 26:21 Marko Kiprusoff 46:59 Janne Ojanen 55:11 | Saku Koivu 12:51 Mika Nieminen 16:08 Mika Nieminen 24:05 Hannu Virta 26:21 Marko Kiprusoff 46:59 Janne Ojanen 55:11 | 1:0 2:0 2:1 3:1 4:1 5:1 6:1 | 20:54 David Sacco | Rozhodčí: Kevin Muench Čároví: Wilhelm Schimm Václav Český |
| 18 min | 18 min | Tresty                      | 22 min            | Rozhodčí: Kevin Muench Čároví: Wilhelm Schimm Václav Český |
| 36 | 36 | Střely                      | 28                | Rozhodčí: Kevin Muench Čároví: Wilhelm Schimm Václav Český |

| 23. února 1994 19:30 | Německo | 0:3 (0:0, 0:1, 0:2) | Švédsko | Gjøvik Olympiske Fjellhall, Gjøvik Návštěvnost: 5 175 |  |

| Zpráva         |                |             |                                                                   |                                                             |
| Helmut de Raaf | Helmut de Raaf | Brankáři    | Tommy Salo                                                        | Rozhodčí: Valery Bokarev Čároví: Jay Borman Sergey Feofanov |
|                |                | 0:1 0:2 0:3 | Fredrik Stillman 34:14 Stefan Örnskog 47:42 Magnus Svensson 49:10 | Rozhodčí: Valery Bokarev Čároví: Jay Borman Sergey Feofanov |
| 28 min         | 28 min         | Tresty      | 16 min                                                            | Rozhodčí: Valery Bokarev Čároví: Jay Borman Sergey Feofanov |
| 18             | 18             | Střely      | 26                                                                | Rozhodčí: Valery Bokarev Čároví: Jay Borman Sergey Feofanov |

| 23. února 1994 21:00 | Slovensko | 2:3 P (2:1, 0:1, 0:0, 0:1) | Rusko | Håkons Hall, Lillehammer Návštěvnost: 9 095 |  |

| Zpráva                                   |                                          |                     |                                                                       |                                                            |
| Eduard Hartmann                          | Eduard Hartmann                          | Brankáři            | Andrej Zujev                                                          | Rozhodčí: Rob Hearn Čároví: Lonnie Cameron Pierre Tremblay |
| Peter Šťastný 10:42 Miroslav Šatan 19:41 | Peter Šťastný 10:42 Miroslav Šatan 19:41 | 1:0 1:1 2:1 2:2 2:3 | 15:27 Pavel Torgajev 39:25 Andrej Nikolišin 68:39 Alexandr Vinogradov | Rozhodčí: Rob Hearn Čároví: Lonnie Cameron Pierre Tremblay |
| 16 min                                   | 16 min                                   | Tresty              | 18 min                                                                | Rozhodčí: Rob Hearn Čároví: Lonnie Cameron Pierre Tremblay |
| 25                                       | 25                                       | Střely              | 26                                                                    | Rozhodčí: Rob Hearn Čároví: Lonnie Cameron Pierre Tremblay |

### Semifinále o 5.–8. místo
| 24. února 1994 19:30 | Česko | 5:3 (3:2, 1:0, 1:1) | USA | Gjøvik Olympiske Fjellhall, Gjøvik Návštěvnost: 5 078 |  |

| Zpráva                                                                                        |                                                                                               |                                 |                                                           |                                                             |
| Petr Bříza                                                                                    | Petr Bříza                                                                                    | Brankáři                        | Mike Dunham                                               | Rozhodčí: Tor Hansen Čároví: Sergey Feofanov Wilhelm Schimm |
| Jiří Kučera 14:37 Pavel Geffert 16:14 Petr Hrbek 18:43 Jiří Doležal 35:25 Pavel Geffert 44:42 | Jiří Kučera 14:37 Pavel Geffert 16:14 Petr Hrbek 18:43 Jiří Doležal 35:25 Pavel Geffert 44:42 | 0:1 0:2 1:2 2:2 3:2 4:2 5:2 5:3 | 02:50 Peter Ferraro 04:08 Jeff Lazaro 59:32 Mark Beaufait | Rozhodčí: Tor Hansen Čároví: Sergey Feofanov Wilhelm Schimm |
| 16 min                                                                                        | 16 min                                                                                        | Tresty                          | 20 min                                                    | Rozhodčí: Tor Hansen Čároví: Sergey Feofanov Wilhelm Schimm |
| 35                                                                                            | 35                                                                                            | Střely                          | 28                                                        | Rozhodčí: Tor Hansen Čároví: Sergey Feofanov Wilhelm Schimm |

| 24. února 1994 21:00 | Německo | 5:6 P (3:0, 0:3, 2:2, 0:1) | Slovensko | Håkons Hall, Lillehammer Návštěvnost: 8 925 |  |

| Zpráva | |                                             | |                                                           |
| Josef Heiß                                                                                                | Josef Heiß                                                                                                | Brankáři                                    | Jaromír Dragan Eduard Hartmann                                                                                           | Rozhodčí: Börje Johansson Čároví: Jay Borman Václav Český |
| Bernd Truntschka 10:51 Michael Rumrich 18:28 Raimond Hilger 19:32 Benoid Doucet 45:29 Jörg Handrick 51:45 | Bernd Truntschka 10:51 Michael Rumrich 18:28 Raimond Hilger 19:32 Benoid Doucet 45:29 Jörg Handrick 51:45 | 1:0 2:0 3:0 3:1 3:2 3:3 3:4 4:4 4:5 5:5 5:6 | 25:46 Žigmund Pálffy 33:33 Ľubomír Kolník 37:13 Ľubomír Kolník 45:21 Roman Kontšek 51:09 Ľubomír Kolník 61:38 Oto Haščák | Rozhodčí: Börje Johansson Čároví: Jay Borman Václav Český |
| 12 min | 12 min | Tresty                                      | 12 min | Rozhodčí: Börje Johansson Čároví: Jay Borman Václav Český |
| 23 | 23 | Střely                                      | 25 | Rozhodčí: Börje Johansson Čároví: Jay Borman Václav Český |

### Semifinále
| 25. února 1994 19:30 | Finsko | 3:5 (0:0, 2:2, 1:3) | Kanada | Gjøvik Olympiske Fjellhall, Gjøvik Návštěvnost: 5 237 |  |

| Zpráva                                                  |                                                         |                                 |                                                                                              |                                                            |
| Jukka Tammi                                             | Jukka Tammi                                             | Brankáři                        | Corey Hirsch                                                                                 | Rozhodčí: Rob Hearn Čároví: Stephan Eriksson Johan Norrman |
| Saku Koivu 22:08 Esa Keskinen 23:48 Jere Lehtinen 59:25 | Saku Koivu 22:08 Esa Keskinen 23:48 Jere Lehtinen 59:25 | 1:0 2:0 2:1 2:2 2:3 2:4 2:5 3:5 | 35:59 Todd Hlushko 39:24 Petr Nedvěd 44:27 Brad Werenka 47:30 Jean-Yves Roy 54:19 Greg Parks | Rozhodčí: Rob Hearn Čároví: Stephan Eriksson Johan Norrman |
| 12 min                                                  | 12 min                                                  | Tresty                          | 8 min                                                                                        | Rozhodčí: Rob Hearn Čároví: Stephan Eriksson Johan Norrman |
| 33                                                      | 33                                                      | Střely                          | 33                                                                                           | Rozhodčí: Rob Hearn Čároví: Stephan Eriksson Johan Norrman |

| 25. února 1994 21:00 | Rusko | 3:4 (1:2, 0:1, 2:1) | Švédsko | Håkons Hall, Lillehammer Návštěvnost: 9 245 |  |

| Zpráva                                                           |                                                                  |                             |                                                                                     |                                                              |
| Andrej Zujev                                                     | Andrej Zujev                                                     | Brankáři                    | Tommy Salo                                                                          | Rozhodčí: Mika Lepaus Čároví: Lonnie Cameron Pierre Tremblay |
| Andrej Tarasenko 18:36 Sergej Berezin 58:49 Ravil Gusmanov 58:59 | Andrej Tarasenko 18:36 Sergej Berezin 58:49 Ravil Gusmanov 58:59 | 0:1 0:2 1:2 1:3 1:4 2:4 3:4 | 03:13 Magnus Svensson 06:54 Patrik Juhlin 24:43 Jonas Bergqvist 45:11 Patrik Juhlin | Rozhodčí: Mika Lepaus Čároví: Lonnie Cameron Pierre Tremblay |
| 6 min                                                            | 6 min                                                            | Tresty                      | 12 min                                                                              | Rozhodčí: Mika Lepaus Čároví: Lonnie Cameron Pierre Tremblay |
| 21                                                               | 21                                                               | Střely                      | 18                                                                                  | Rozhodčí: Mika Lepaus Čároví: Lonnie Cameron Pierre Tremblay |

### O sedmé místo
| 26. února 1994 16:30 | Německo | 4:3 (1:1, 1:1, 2:1) | USA | Håkons Hall, Lillehammer Návštěvnost: 9 045 |  |

| Zpráva                                                                   |                                                                          |                             |                                                       |                                                               |
| Josef Heiß                                                               | Josef Heiß                                                               | Brankáři                    | Garth Snow                                            | Rozhodčí: Kevin Muench Čároví: Sergey Feofanov Lonnie Cameron |
| Leo Stefan 11:03 Jörg Mayr 29:34 Raimond Hilger 49:57 Dieter Hegen 52:20 | Leo Stefan 11:03 Jörg Mayr 29:34 Raimond Hilger 49:57 Dieter Hegen 52:20 | 1:0 1:1 1:2 2:2 3:2 4:2 4:3 | 17:44 David Sacco 26:27 Ted Drury 52:35 Peter Ferraro | Rozhodčí: Kevin Muench Čároví: Sergey Feofanov Lonnie Cameron |
| 2 min                                                                    | 2 min                                                                    | Tresty                      | 10 min                                                | Rozhodčí: Kevin Muench Čároví: Sergey Feofanov Lonnie Cameron |
| 26                                                                       | 26                                                                       | Střely                      | 29                                                    | Rozhodčí: Kevin Muench Čároví: Sergey Feofanov Lonnie Cameron |

### O páté místo
| 26. února 1994 19:30 | Česko | 7:1 (4:1, 1:0, 2:0) | Slovensko | Gjøvik Olympiske Fjellhall, Gjøvik Návštěvnost: 4 465 |  |

| Zpráva | |                                 |                                   |                                                             |
| Roman Turek | Roman Turek | Brankáři                        | Eduard Hartmann Miroslav Michalek | Rozhodčí: Peter Slapke Čároví: Jouni Lojander Johan Norrman |
| Otakar Janecký 09:33 Tomáš Sršeň 11:11 Richard Žemlička 18:43 Roman Horák 19:14 Jiří Kučera 37:28 Pavel Geffert 43:30 Richard Žemlička 57:56 | Otakar Janecký 09:33 Tomáš Sršeň 11:11 Richard Žemlička 18:43 Roman Horák 19:14 Jiří Kučera 37:28 Pavel Geffert 43:30 Richard Žemlička 57:56 | 0:1 1:1 2:1 3:1 4:1 5:1 6:1 7:1 | 02:21 Miroslav Šatan              | Rozhodčí: Peter Slapke Čároví: Jouni Lojander Johan Norrman |
| 12 min | 12 min | Tresty                          | 24 min                            | Rozhodčí: Peter Slapke Čároví: Jouni Lojander Johan Norrman |
| 21 | 21 | Střely                          | 33                                | Rozhodčí: Peter Slapke Čároví: Jouni Lojander Johan Norrman |

### O třetí místo
| 26. února 1994 21:00 | Rusko | 0:4 (0:2, 0:2, 0:0) | Finsko | Håkons Hall, Lillehammer Návštěvnost: 9 215 |  |

| Zpráva       |              |                 |                                                                               |                                                                   |
| Andrej Zujev | Andrej Zujev | Brankáři        | Jarmo Myllys                                                                  | Rozhodčí: Børje Johansson Čároví: Wilhelm Schimm Stephan Eriksson |
|              |              | 0:1 0:2 0:3 0:4 | 17:32 Marko Palo 19:16 Mika Alatalo 30:30 Ville Peltonen 39:34 Mika Strömberg | Rozhodčí: Børje Johansson Čároví: Wilhelm Schimm Stephan Eriksson |
| 8 min        | 8 min        | Tresty          | 8 min                                                                         | Rozhodčí: Børje Johansson Čároví: Wilhelm Schimm Stephan Eriksson |
| 21           | 21           | Střely          | 31                                                                            | Rozhodčí: Børje Johansson Čároví: Wilhelm Schimm Stephan Eriksson |

### Finále
| 27. února 1994 15:15 | Kanada | 2:3 SN (0:1, 0:0, 2:1, 0:0, 0:1) | Švédsko | Håkons Hall, Lillehammer Návštěvnost: 9 245 |  |

| Zpráva | |                                    | |                                                     |
| Corey Hirsch | Corey Hirsch | Brankáři                           | Tommy Salo | Rozhodčí: Rob Hearn Čároví: Jay Borman Václav Český |
| Paul Kariya 49:08 Derek Mayer 51:43 Petr Nedvěd Paul Kariya Dwayne Norris Greg Parks Greg Johnson Petr Nedvěd Paul Kariya | Paul Kariya 49:08 Derek Mayer 51:43 Petr Nedvěd Paul Kariya Dwayne Norris Greg Parks Greg Johnson Petr Nedvěd Paul Kariya | 0:1 1:1 2:1 2:2 Samostatné nájezdy | 06:10 Tomas Jonsson 58:11 Magnus Svensson Håkan Loob Magnus Svensson Mats Näslund Peter Forsberg Roger Hansson Magnus Svensson Peter Forsberg | Rozhodčí: Rob Hearn Čároví: Jay Borman Václav Český |
| 10 min | 10 min | Tresty                             | 10 min | Rozhodčí: Rob Hearn Čároví: Jay Borman Václav Český |
| 21 | 21 | Střely                             | 42 | Rozhodčí: Rob Hearn Čároví: Jay Borman Václav Český |

## Konečné umístění
| Pořadí                      | Tým                          | Z | V | R | P | GV | GI |
| --------------------------- | ---------------------------- | - | - | - | - | -- | -- |
| Zlatá olympijská medaile    | Švédsko (SWE)                | 8 | 6 | 1 | 1 | 32 | 18 |
| Stříbrná olympijská medaile | Kanada (CAN)                 | 8 | 5 | 1 | 2 | 27 | 18 |
| Bronzová olympijská medaile | Finsko (FIN)                 | 8 | 7 | 0 | 1 | 38 | 10 |
| 4.                          | Rusko (RUS)                  | 8 | 4 | 0 | 4 | 26 | 24 |
| 5.                          | Česko (CZE)                  | 8 | 5 | 0 | 3 | 30 | 18 |
| 6.                          | Slovensko (SVK)              | 8 | 4 | 2 | 2 | 35 | 29 |
| 7.                          | Německo (GER)                | 8 | 4 | 0 | 4 | 20 | 26 |
| 8.                          | Spojené státy americké (USA) | 8 | 1 | 3 | 4 | 28 | 32 |
| 9.                          | Itálie (ITA)                 | 7 | 3 | 0 | 4 | 24 | 36 |
| 10.                         | Francie (FRA)                | 7 | 1 | 1 | 5 | 17 | 34 |
| 11.                         | Norsko (NOR)                 | 7 | 1 | 0 | 6 | 11 | 26 |
| 12.                         | Rakousko (AUT)               | 7 | 1 | 0 | 6 | 18 | 35 |

## Statistiky a ocenění

### Kanadské bodování
| Pořadí | Hráč            | Z | G | A | Body |
| ------ | --------------- | - | - | - | ---- |
| 1.     | Žigmund Pálffy  | 8 | 3 | 7 | 10   |
| 2.     | Miroslav Šatan  | 8 | 9 | 0 | 9    |
| 3.     | Peter Šťastný   | 8 | 5 | 4 | 9    |
| 4.     | Håkan Loob      | 8 | 4 | 5 | 9    |
| 5.     | Gaetano Orlando | 7 | 3 | 6 | 9    |
| 6.     | Patrik Juhlin   | 8 | 7 | 1 | 8    |
| 7.     | Jiří Kučera     | 8 | 6 | 2 | 8    |
| 8.     | Marty Dallman   | 7 | 4 | 4 | 8    |
| 9.     | Mika Nieminen   | 8 | 3 | 5 | 8    |
| 9.     | Dave Sacco      | 8 | 3 | 5 | 8    |

### Nejlepší hráči
- Brankář:  Tommy Salo
- Obránce:  Brad Werenka,  Timo Jutila
- Útočník:  Mats Näslund,  Peter Šťastný,  Patrik Juhlin